# Acanthodiscus
Acanthodiscus é um gênero fóssil de cefalópodes da família Neocomitidae. O tipo, nomeado por Jean Guillaume Bruguière, de 1789, é o Ammonites radiatus, recombinado para Acanthodiscus radiatus.
As seguintes espécies são reconhecidas:
- Acanthodiscus radiatus
- Acanthodiscus subradiatus